# Landtagswahl in Lippe 1913

Die Mitglieder des Landtags Lippe im Jahr 1914, erster Teil. Dargestellt sind 1. Reihe: Adolf Neumann-Hofer und Wilhelm Brakemeier, Eduard Boeckers, Kaufmann Wegescheid und Wilhelm Bruns; 2. Reihe: Alexander Zeiß, Vizepräsident Leberecht Hoffmann, Anton Panneke; 3. Reihe Friedrich Schelp, Wilhelm Stapperfenne, Wilhelm Wehrmann

Die Mitglieder des Landtags Lippe im Jahr 1914, zweiter Teil. Dargestellt sind: 1. Reihe: Gustav Schalk, Gutsbesitzer Windmeier, Rittergutsbesitzer von Borries; 2. Reihe: Gutsbesitzer Schönlau, Präsident August Riekehof-Böhmer, Gutsbesitzer Meier; 3. Reihe Gutsbesitzer Frevert, Wilhelm Krieger, Oberlandmesser Schmidt

Die Landtagswahlen in Lippe fanden im Januar und Februar 1913 statt. Gewählt wurden die 21 Mitglieder des Lippischen Landtags.

## Allgemeines
Die Wahlen fanden für die zweite Klasse am 21. Januar und für die dritte Klasse am 20. Januar statt. Die Abgeordneten der ersten Klasse wurden am 22. Januar gewählt. Die Stichwahlen fanden am 1. Februar statt. Im Laufe der Wahlperiode bis 1918 (eigentlich endete die Wahlperiode 1917; aufgrund des Ersten Weltkriegs wurde jedoch keine Neuwahl durchgeführt) fanden folgende Neuwahlen statt:
- 17. Februar 1913: Sechster Wahlkreis, Dritte Klasse
- 1. März 1913: Sechster Wahlkreis, Dritte Klasse, Stichwahl
- 28. Juni 1913: Siebter Wahlkreis, Dritte Klasse
- 8. Juli 1913: Siebter Wahlkreis, Dritte Klasse, Stichwahl
- 29. Juli 1913: Sechster Wahlkreis, Dritte Klasse
- 8. August 1913: Sechster Wahlkreis, Dritte Klasse, Stichwahl
- 11. September 1913: Erster Wahlkreis, Dritte Klasse
- 30. Januar 1914: Sechster Wahlkreis, Dritte Klasse
- 10. Februar 1914: Sechster Wahlkreis, Dritte Klasse, Stichwahl
- 7. März 1916: Siebter Wahlkreis, Zweite Klasse
- 19. Dezember 1916: Fünfter Wahlkreis, Dritte Klasse

Gewählt wurden 21 Abgeordnete in drei Klassen zu je sieben Abgeordneten. Die erste Klasse bildeten die höchstbesteuerten Bürger. In der ersten Klasse war in der Untergruppe A wahlberechtigt, wer mindestens 90 Mark Grundsteuer zahlte. Diese Untergruppe wählte fünf Abgeordnete in zwei Wahlkreisen. Die Untergruppe B umfasste diejenigen, die mindestens 180 Mark Einkommensteuer zahlten und wählte zwei Abgeordnete in zwei Wahlkreisen. Die zweite Klasse bildeten die Steuerzahler mit Grund- und Einkommensteuer von mindestens 36 Mark, die dritte Klasse alle anderen Wahlberechtigten. Die 2. und 3. Klasse wählte in je sieben Ein-Personen-Wahlkreisen.
Am 14. November 1918 trat der Landtag letztmals zusammen, um das neue Wahlrecht zu beschließen, nach dem die Landtagswahl in Lippe 1919 durchgeführt wurde.

## Wahlergebnis
| Klasse    | Wahlkreis                | Wahlberechtigte | Wähler | %      | Abgeordneter                                                                | Partei    | Stimmen | %      |
| --------- | ------------------------ | --------------- | ------ | ------ | --------------------------------------------------------------------------- | --------- | ------- | ------ |
| 1. Klasse | IA                       |                 |        |        | Gutsbesitzer Windmeier (Nienhagen)                                          | Kons.     |         |        |
| 1. Klasse | IA                       |                 |        |        | Landwirt Gustav Schalk (Unterwüsten)                                        | Kons.     |         |        |
| 1. Klasse | IA                       |                 |        |        | Rittergutsbesitzer von Borries (Eckendorf)                                  | Kons.     |         |        |
| 1. Klasse | IA                       |                 |        |        | Landesökonomierat August Riekehof-Böhmer (Schloss Brake), Landtagspräsident | Kons.     |         |        |
| 1. Klasse | IA                       |                 |        |        | Gutsbesitzer Schönlau (Remmighausen)                                        | Kons.     |         |        |
| 1. Klasse | IB                       |                 |        |        | Amtsgerichtsrat Eduard Boeckers (Detmold)                                   | NLP       |         |        |
| 1. Klasse | IB                       |                 |        |        | Fabrikant Leberecht Hoffmann (Salzuflen)                                    | NLP       |         |        |
| 2. Klasse | I. Wahlkreis             | 1073            | 805    | 73,0 % | Telegraphensekretär Friedrich Schelp (Detmold)                              | Liberal   | 486     | 60,4 % |
| 2. Klasse | II. Wahlkreis            | 791             | 609    | 77,0 % | Tischlermeister Wilhelm Stapperfenne (Lemgo)                                | Liberal   | 356     | 58,7 % |
| 2. Klasse | III. Wahlkreis           | 376             | 322    | 85,6 % | Amtsrichter Tasche (Lemgo)                                                  | Kons.     | 183     | 57,9 % |
| 2. Klasse | IV. Wahlkreis            | 392             | 291    | 74,2 % | Gutsbesitzer Meier sen. (Schönhagen)                                        | Kons.     | 228     | 79,5 % |
| 2. Klasse | V. Wahlkreis             | 517             | 406    | 78,5 % | Gutsbesitzer Frevert (Niedermeien)                                          | Kons.     | 321     | 79,1 % |
| 2. Klasse | VI. Wahlkreis            | 371             | 311    | 83,8 % | Ökonomierat Wilhelm Krieger (Blomberg)                                      | Kons.     | 234     | 75,5 % |
| 2. Klasse | VII. Wahlkreis           | 433             | 394    | 91,0 % | Oberlandmesser Schmidt (Schötmar)                                           | Kons.     | 218     | 55,5 % |
| 3. Klasse | I. Wahlkreis             | 3271            | 2174   | 66,5 % | Eggen (Detmold)                                                             | SPD Lippe | 1008    | 46,5 % |
| 3. Klasse | I. Wahlkreis Stichwahl   | ./.             | 2569   | 78,3 % | Schneidermeister Wilhelm Brakemeier (Horn)                                  | Liberal   | 1265    | 50,6 % |
| 3. Klasse | II. Wahlkreis            | 3826            | 2506   | 65,5 % | Zigarrenarbeiter August Schmuck (Lemgo)                                     | SPD       | 1369    | 55,1 % |
| 3. Klasse | III. Wahlkreis           | 4995            | 3110   | 62,3 % | Ziegelmeister Anton Panneke (Alverdissen)                                   | Liberal   | 1458    | 47,0 % |
| 3. Klasse | III. Wahlkreis Stichwahl | ./.             | 3595   | 72,0 % | Ziegelmeister Anton Panneke (Alverdissen)                                   | Liberal   | 1947    | 54,7 % |
| 3. Klasse | IV. Wahlkreis            | 3701            | 1896   | 51,2 % | Pastor Alexander Zeiß (Schwalenberg)                                        | Liberal   | 1009    | 53,4 % |
| 3. Klasse | V. Wahlkreis             | 3943            | 2211   | 56,1 % | Ziegler Wilhelm Wehrmann-Nalhof (Nalhof)                                    | Liberal   | 1549    | 54,5 % |
| 3. Klasse | VI. Wahlkreis            | 3619            | 2188   | 60,5 % | Redakteur Max Staercke (Detmold)                                            | Liberal   | 885     | 40,6 % |
| 3. Klasse | VI. Wahlkreis Stichwahl  | ./.             | 1982   | 54,8 % | Redakteur Max Staercke (Detmold)                                            | Liberal   | 1097    | 56,2 % |
| 3. Klasse | VII. Wahlkreis           | 4668            | 3282   | 70,3 % | Konsumverwalter Kronshage (Oerlinghausen)                                   | SPD       | 1421    | 43,3 % |
| 3. Klasse | VII. Wahlkreis Stichwahl | ./.             | 3244   | 69,5 % | Lehrer Wilhelm Bruns (Wülfer)                                               | Liberal   | 1658    | 51,5 % |

Im Laufe der Wahlperiode mussten Abgeordnetenmandate durch Neuwahlen erneut besetzt werden.
| Datum der Wahl     | Klasse              | Wahlkreis      | Wahlberechtigte | Wähler | %      | Abgeordneter                                    | Partei  | Stimmen | %      |
| ------------------ | ------------------- | -------------- | --------------- | ------ | ------ | ----------------------------------------------- | ------- | ------- | ------ |
| 17. Februar 1913   | 3. Klasse           | VI. Wahlkreis  | 3619            | 2251   | 62,2 % | Druckereibesitzer Adolf Neumann-Hofer (Detmold) | Liberal | 920     | 40,9 % |
| 1. März 1913       | 3. Klasse Stichwahl | VI. Wahlkreis  | ./.             | 1951   | 53,9 % | Druckereibesitzer Adolf Neumann-Hofer (Detmold) | Liberal | 1004    | 51,4 % |
| 28. Juni 1913      | 3. Klasse           | VII. Wahlkreis | 4668            | 2222   | 47,6 % | Konsumverwalter Kronshage (Oerlinghausen)       | SPD     | 1102    | 49,6 % |
| 8. Juli 1913       | 3. Klasse Stichwahl | VII. Wahlkreis | ./.             | 2692   | ./.    | Kaufmann Wegescheid (Oerlinghausen)             | Liberal | 1415    | 52,7 % |
| 29. Juli 1913      | 3. Klasse           | VI. Wahlkreis  | 3619            | 1481   | 81,8 % | Druckereibesitzer Adolf Neumann-Hofer (Detmold) | Liberal | 563     | 38,0 % |
| 8. August 1913     | 3. Klasse Stichwahl | VI. Wahlkreis  | ./.             | 1568   | ./.    | Druckereibesitzer Adolf Neumann-Hofer (Detmold) | Liberal | 784     | 50,0 % |
| 11. September 1913 | 3. Klasse           | I. Wahlkreis   | 3271            | 2100   | ./. %  | Druckereibesitzer Adolf Neumann-Hofer (Detmold) | Liberal | 1193    | 56,8 % |
| 30. Januar 1914    | 3. Klasse           | VI. Wahlkreis  | 3619            | 2483   | 68,6 % | Redakteur Max Staercke (Detmold)                | Liberal | 1012    | 40,8 % |
| 10. Februar 1914   | 3. Klasse Stichwahl | VI. Wahlkreis  | ./.             | 2212   | 61,1 % | Redakteur Max Staercke (Detmold)                | Liberal | 1149    | 51,9 % |
| 7. März 1916       | 2. Klasse           | II. Wahlkreis  | 350             | 259    | 74,0 % | Schlachtermeister Korte (Schötmer)              |         | 133     | 51,4 % |
| 19. Dezember 1916  | 3. Klasse           | V. Wahlkreis   | 2734            | 265    | 9,7 %  | Lehrer Friedrich Kuhlemeier (Heidelbeck)        | Liberal | 247     | 93,2 % |